# Made With Lau
Made With Lau es un canal estadounidense de YouTube que hace videos sobre cómo cocinar platos cantoneses. Presenta la cocina cantonesa de Chung Sun Lau (conocido como Daddy Lau), nacido en Taishan, quien tenía más de 50 años de experiencia como chef.
Su hijo, Randy Lau, concibió el canal luego de que tanto él como sus padres perdieran sus principales fuentes de ingresos durante la pandemia del COVID-19. Randy, que creció en California, tenía una barrera idiomática con su padre, que hablaba cantonés. Vio el canal como una forma de acercarse a su padre y preservar la cultura cantonesa para sus hijos. Lanzado el 1 de septiembre de 2020, el primer video de Made With Lau trataba sobre cómo hacer mapo doufu. Cada video generalmente analiza cómo hacer un plato y su historia y termina con tres generaciones de la familia comiendo el plato juntos. En los videos, la madre de Randy, Jenny Lau (conocida como Mommy Lau), comparte cómo fue vivir en China y responde las preguntas de los espectadores. Daddy Lau habla en cantonés mientras cocina, y los videos incluyen subtítulos en chino e inglés, ya que Randy no quería doblar la voz de su padre. En su video sobre huevos fu yung, el canal habló sobre cómo los chinos en los Estados Unidos han sido discriminados.
A partir del Año Nuevo chino de 2021, el canal comenzó a recibir millones de visitas en promedio todos los meses en comparación con las 100 000 anteriores. Para octubre de 2021, ganaba alrededor de $ 50,000 mensuales a través de los ingresos publicitarios de YouTube. En diciembre de ese año alcanzó el medio millón de suscriptores y en diciembre del año siguiente alcanzó el millón de suscriptores. Made With Lau enseña a los espectadores cómo preparar platos cantoneses como sopa de huevo, sopa agripicante, sopa tangyuan, arroz congee, huevos al vapor chinos, salteado de verduras con pollo arcoíris, chow mein, chow fun, arroz frito con huevo y jengibre, zongzi, pollo Kung Pao y char siu.

## Trasfondo
Chung Sun, conocido como Daddy Lau, nació en 1945 en la ciudad de Taishan en Guangdong. Cuando tenía 12 años, sus padres emigraron a Hong Kong con sus hermanos menores para huir del Partido Comunista de China, dejándolo atrás. Como descendiente de restauradores (es decir, dueños de restaurantes), tomó clases en una escuela de cocina en Guangzhou. En China conoció a Jenny Lau (conocida como Mommy Lau), quien nació en Guangzhou y se convertiría en su esposa. Chung Sun emigró a Nueva York en 1981, y Jenny emigró en 1982 poco después de casarse. La pareja tiene dos hijos, Jennifer (Jenny) y Randy, que crecieron en California.
Chung Sun y Jenny eran dueños de Wah Yuen, un restaurante chino en Concord, California, que podía servir entre 60 y 80 clientes a la vez. Su hijo, Randy, y su hermana mayor a menudo comían la sopa agripicante del restaurante y hablaban con los clientes. Cuando Randy tenía alrededor de seis años, un incendio destruyó el restaurante. Para liberar tiempo para estar con sus hijos, la pareja decidió dejar de operar el restaurante. Jenny volvió a ser enfermera, su ocupación anterior en Guangzhou, mientras que Chung Sun trabajó en varios restaurantes chinos como chef a lo largo de los años. Chung Sun ha sido chef de comida china durante más de 50 años. Randy dijo sobre su experiencia como joven en el Área de la Bahía de San Francisco: «Yo era uno de los únicos niños asiáticos en la escuela. No me sentía lo suficientemente asiático o estadounidense, no hablaba chino con fluidez y no me sentía estadounidense cuando era niño».

## Historia
Durante la pandemia de COVID-19, el restaurante de Chung Sun y Jenny Lau cerró. Debido a los cierres por COVID-19, Randy Lau perdió su negocio, que había sido su principal fuente de ingresos. La familia tenía que depender de las prestaciones por desempleo y de sus ahorros. En ese momento, la esposa de Randy tenía seis meses de embarazo y él quería ayudar a sus padres a regresar al trabajo. Durante un retiro de fin de semana en marzo de 2020 con su esposa, Randy concibió la idea de filmar a su padre preparando platos cantoneses. Había realizado una actividad del libro de autoyuda Designing Your Life que preguntaba: «¿Qué harías si el dinero no fuera un problema y no te juzgaran?». Habiendo trabajado previamente en mercadeo digital, decidió que quería seguir el camino de hacer videos con sus padres. En una conversación de dos horas, Randy compartió su propuesta de crear videos de YouTube con sus padres. Después de que describió cómo los videos de YouTube podrían generar ingresos para ellos, su madre lo apoyó, pero no sabía qué pensaba su padre, que permaneció en silencio. Un día después, su padre lo llamó por teléfono y le dijo: «Oye, descongelé un poco de carne de cerdo. ¿Quieres venir a filmar?». Mientras permanecía en su casa en el Área de la Bahía de San Francisco durante la pandemia, Randy creó el canal de cocina de YouTube Made with Lau.
Daddy Lau quería enseñar a las generaciones venideras cómo cocinar platos chinos, mientras que Randy quería estar más cerca de su padre y aprender más sobre la cultura y las recetas de su padre y preservarlas para que sus hijos pudieran experimentarlas. Randy, cuya habilidad para hablar cantonés se limita a chats simples, descubrió que la comida era una forma de conectarse con su padre. Él dijo: «Siempre he tenido una barrera del idioma con mi papá. Realmente nunca dudé de que me amaba porque siempre me preparaba esta deliciosa comida. Así que ese tipo de lenguaje trascendido: la comida era nuestro lenguaje de amor». La declaración de misión del canal es «calentar los corazones, los hogares y los vientres».
Durante medio año, Randy Lau trabajó en la creación del canal. Inicialmente planeó llamar al canal «Chung and Sons Kitchen» ya que el nombre de su padre es Chung Sun, y su padre tenía un hijo y pronto tendría un nieto. A pesar de ser muy firme con el nombre, todos los que consultó estaban en contra, por lo que cedió y eligió Made With Lau, que dijo que era un nombre «más inclusivo». Filmó ocho videos con Daddy Lau y finalmente decidió usar cinco de ellos porque Randy pensó que tres no eran lo suficientemente buenos. El canal comenzó a publicar contenido el 1 de septiembre de 2020. Acumuló espectadores y aumentó su base de suscriptores en sus primeros meses a través de sus amigos y familiares y las redes sociales, así como una referencia del canal de YouTube Chinese Cooking Demystified. Entre septiembre de 2020 y febrero de 2021, el canal lanzó videos de cocina semanalmente. A partir del Año Nuevo chino de 2021, comenzó a recibir un promedio de millones de visitas cada mes, en comparación con las 100 000 anteriores.
El canal de YouTube se monetizó 2,5 meses después, el 15 de noviembre de 2020, el mismo día en que Randy cumplió 33 años, habiendo recibido suficiente tiempo de visualización (4000 horas) y suscriptores (1000 personas). El primer pago que les hizo YouTube al día siguiente fue de 3,57 dólares. Además de destacar al canal como creador en ascenso, YouTube lo describió en el pódcast The Upload: The Rise of the Creator Economy y en la serie documental The United States of YouTube. Los Lau también tienen un blog donde hablan de la cocina cantonesa.
Made With Lau gana dinero a través de más de 500 miembros de Patreon y acuerdos de patrocinio de marcas. En diciembre de 2020, más de 10 000 personas estaban suscritas al canal. A través de Google AdSense, el canal obtuvo un ingreso mensual de cinco cifras en marzo de 2021 y, según los creadores de YouTube, estaba ganando alrededor de $ 50 000 mensuales en ingresos publicitarios de YouTube en octubre de 2021. A partir de junio de 2021, Randy Lau empleó personas para ayudarlo a mantener el sitio web y las redes sociales, comunicarse con las marcas y conectarse con la comunidad, así como investigar, producir, traducir y editar contenido. Los empleados son en su mayoría hablantes de cantonés y, para junio de 2022, nueve personas trabajaban en el negocio. En diciembre de 2021, el canal alcanzó el medio millón de suscriptores y en diciembre de 2022 alcanzó el millón de suscriptores. Según Randy Lau, basado en estadísticas de YouTube, el 40% de los espectadores del canal eran de Canadá y Estados Unidos. Sus otros espectadores eran de Australia, Indonesia, Malasia, Filipinas, el Reino Unido y Singapur.

## Contenido
Made with Lau presenta platos cantoneses que se sirven con frecuencia en los restaurantes chinos, así como platos que se cocinan habitualmente en casa. El video inaugural del canal, lanzado el 1 de septiembre de 2020, trataba sobre cómo hacer mapo doufu. Titulado Dad's EASY Mapo Tofu Recipe, Cantonese style (麻婆豆腐鸡)! («¡Receta FÁCIL de mapo doufu de papá, estilo cantonés (麻婆豆腐鸡)!»), analizaba la historia del plato y cada fase de su preparación, e incluía un segmento para responder las preguntas de los espectadores. Publicados todos los martes, los videos generalmente comienzan con un Daddy Lau radiante que explica en cantonés qué plato va a preparar y, a veces, hace un gesto con el pulgar hacia arriba. Daddy Lau comparte sus consejos de cocina en los videos, como la mejor forma de afilar un cuchillo y su técnica para extraer el máximo sabor posible de las vieiras secas. Daddy Lau también toca la flauta y su música aparece en los videos del canal como tema musical.
Daddy Lau habla cantonés en los videos. Para mantener la voz y el carácter de su padre, Randy Lau decidió no doblar la conversación de su padre. En cambio, agregó subtítulos en chino e inglés a los videos, en gran parte para que Daddy Lau pudiera entender todo. Randy Lau estimó que se tarda entre 10 y 20 horas en agregar subtítulos a un video. Mientras Randy hacía los subtítulos en inglés, un primo ayudó a agregar los subtítulos en chino.
Los videos muestran a tres generaciones de la familia comiendo juntos: Daddy y Mommy Lau, Randy y Kat Lau, y los dos hijos de los últimos. Según el tema y los conversadores, cambian de código entre cantonés e inglés durante las conversaciones a la hora de comer. Julia M. Chan de CNN dijo que la comida familiar fue «un gran atractivo para muchos fanáticos que se ven a sí mismos en los Lau». Mabel Lui de South China Morning Post estuvo de acuerdo y escribió: «Después de todo, aunque la gente puede regresar al canal debido a las recetas, la naturaleza entrañable de la relación entre [Randy] Lau y su padre (así como el resto de su familia) es igualmente convincente». Jenny y Daddy Lau hablan sobre sus experiencias de vivir en China. Jenny Lau compartió una historia sobre el plato de sopa agripicante. Poco después de emigrar a los Estados Unidos, hacía mucho frío y nevaba en Nueva York y estaba con una amiga. Visitaron un restaurante chino donde ella pidió sopa agripicante, convirtiéndose en el primer plato de restaurante que consiguió en los Estados Unidos. Los videos de la familia muestran muchos eventos importantes en su historia, como el nacimiento del hijo de Randy Lau, Cameron; el compromiso de la hermana de Randy, Jennifer; y el cumpleaños 75 de Daddy Lau. En Mochi, Sabrina Wong dijo: «"En algunos de estos momentos íntimos, olvidas que el video está filmado: todo lo relacionado con el cambio de idiomas, los platos enormes de comida y la gran mesa familiar se siente tan bien». Randy publica YouTube Shorts, donde plantea preguntas a sus padres como: «Mamá, ¿qué te trae alegría?» o «¿Qué fue lo difícil de emigrar a Estados Unidos?».
Julia M. Chan de CNN dijo: «Usando la comida como puerta de entrada, Made With Lau desafía sutilmente los estereotipos occidentales de los asiáticos como fríos o reservados, mostrando en cambio calidez y generosidad». En un video sobre cómo hacer huevos fu yung, el canal habló sobre cómo los chinos en los Estados Unidos han sido discriminados. Al hablar sobre la cocción del pollo General Tso, Randy opinó que la afirmación de que el plato no era «auténtico» no era la más pertinente. Compartió que a principios de la década de 1900, mientras enfrentaban la discriminación contra los chinos, los inmigrantes chinos pudieron sobrevivir haciendo el plato. Otras recetas que aparecen en el canal incluyen sopa de huevo, sopa agripicante, sopa tangyuan, arroz congee, huevos al vapor chinos, salteado de verduras con pollo arcoíris, chow mein, chow fun, arroz frito con huevo y jengibre, zongzi, pollo Kung Pao y char siu.

## Miembros de la familia
- Chung Sun Lau (en chino tradicional, 劉松新; en chino simplificado, 刘松新[7]), conocido como Daddy Lau, nació en 1945 en la ciudad china de Taishan en Guangdong.[2][3] En 1981 emigró a Nueva York.[4] Está casado con Jenny Lau con quien tiene dos hijos, Jennifer y Randy.[1]
- Jenny Lau (en chino tradicional, 陳惠珍; en chino simplificado, 陈惠珍[7]), conocida como Mommy Lau, nació en Guangzhou, donde creció.[1] Emigró a los Estados Unidos en 1981 poco después de casarse con Daddy Lau.[6][7] Inicialmente, trabajó como modista antes de convertirse en codirectora de un restaurante con Daddy Lau. Trabajó durante varias décadas como auxiliar de enfermería.[7] En los videos, habla sobre cómo fue vivir en China. Lau ayuda a responder las preguntas de la audiencia del canal.[1]
- Jennifer Lau (en chino tradicional, 劉明儀; en chino simplificado, 刘明仪) nació en Nueva York y creció en California. Trabaja en ventas empresariales.[7] Jenny Lau, que está presente en varios videos, trabajó en la creación de productos de cocina de marca como woks.[1]
- Randy Lau (en chino tradicional, 劉銘健; en chino simplificado, 刘铭健;[7] nacido el 15 de noviembre de 1987[1][5]) asistió a la Universidad de California en Los Ángeles, donde estudió ingeniería eléctrica e ingeniería mecánica.[7][17][18] Tenía experiencia en mercadeo digital antes de iniciar el canal de YouTube.[1] Está casado con Kat, con quien tiene dos hijos, Cameron (apodada «Cam Cam») y Maya, quien nació en marzo de 2022.[1]
- Kathlyn Hart Lau[7] se crio en Richmond, California.[19] Ella es mitad china y su padre es ingeniero de software.[7][19] Como estudiante de pregrado en la Universidad de California en Los Ángeles, entre 2006 y 2010 estudió desarrollo internacional con especialización en el Medio Oriente y áreas en desarrollo en Asia. Después de graduarse, trabajó en una organización sin fines de lucro donde entrenó a jóvenes cuyos padres estaban encarcelados, se desempeñó como camarera e hizo una pasantía en una empresa de diseño arquitectónico. Después de viajar durante seis meses, se convirtió en freelance en diseño web y mercadotecnia.[19] Está casada con Randy Lau, a quien conoció cuando ambos eran voluntarios en UCLA UniCamp, un campamento de verano para niños.[1][7] Ella contribuye con el análisis de los videos y lee las preguntas de los espectadores.[1]